# 로버트 J. 밴더그래프

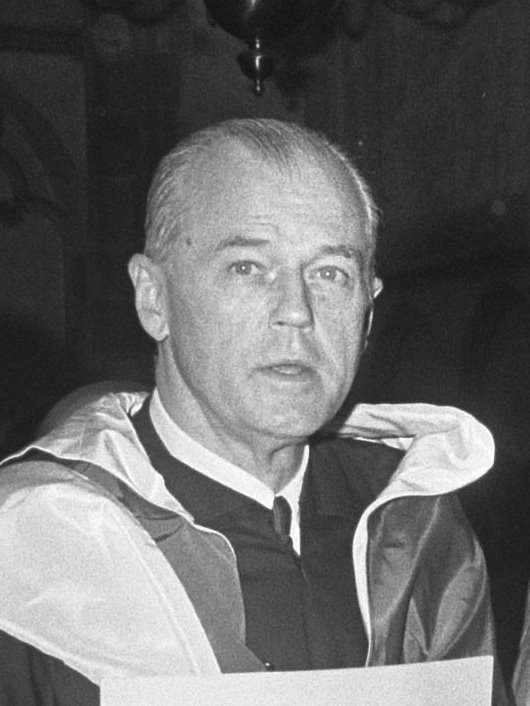
로버트 제미선 밴더그래프, 1966년 4월

로버트 제미선 밴더그래프(영어: Robert Jemison Van de Graaff, 1901년 12월 20일 ~ 1967년 1월 16일)는 미국의 물리학자이다. 1929년에 정전 발전기의 일종인 밴더그래프 발전기를 발명하였다.